# Masato Kurogi
Masato Kurogi (japanisch 黒木 聖仁 Kurogi Masato; * 24. Oktober 1989 in der Präfektur Miyazaki) ist ein ehemaliger japanischer Fußballspieler.

## Karriere
Kurogi erlernte das Fußballspielen in der Schulmannschaft der Nissho Gakuen High School. Seinen ersten Vertrag unterschrieb er 2008 bei Cerezo Osaka. Der Verein spielte in der zweithöchsten Liga des Landes, der J2 League. 2009 wurde er mit dem Verein Vizemeister der J2 League und stieg in die J1 League auf. Für den Verein absolvierte er 56 Ligaspiele. Im März 2014 wechselte er zum Zweitligisten V-Varen Nagasaki. Für den Verein absolvierte er 58 Ligaspiele. 2016 wechselte er zum Erstligisten Ventforet Kofu. Für den Verein absolvierte er 32 Erstligaspiele. 2018 kehrte er zum Erstligisten V-Varen Nagasaki zurück. Am Ende der Saison 2018 stieg der Verein in die zweite Liga ab. Für den Verein absolvierte er 33 Ligaspiele. 2020 wechselte er zum Ligakonkurrenten Kyoto Sanga FC. Nach einer Saison ging er 2021 in die dritte Liga. Hier unterschrieb er im Februar 2021 in Toyama einen Einjahresvertrag bei Kataller Toyama. In Toyama kam er 2021 nicht zum Einsatz. Im März 2022 verpflichtete ihn der Viertligist FC Tiamo Hirakata. Für den Verein aus Hirakata bestritt er zwölf Ligaspiele. Nach der Saison 2022 beendete er seine Karriere als Fußballspieler.